# Billbergia elegans
Billbergia elegans är en gräsväxtart som beskrevs av Carl Friedrich Philipp von Martius, Schult. och Julius Hermann Schultes. Billbergia elegans ingår i släktet Billbergia och familjen Bromeliaceae. Inga underarter finns listade i Catalogue of Life.